# Грязновка (Лев-Толстовский район)
Грязно́вка — деревня Лев-Толстовского района Липецкой области, входит в состав Октябрьского сельсовета.

## Географическое положение
Деревня расположена в 7 км на юг от райцентра посёлка Лев Толстой.

## История
Первоначально построенная в начале XVIII века в Грязновке деревянная Георгиевская церковь в 1798 г. сгорела. Вместо сгоревшей новая деревянная Георгиевская церковь была построена Козловским купцом Иваном Тимофеевичем Силантьевым в 1800 г. Одновременно с церковью устроена и колокольня. Возобновленная и распространенная в 1849 году на средства прихожан церковь имела в длину 23 аршина, а в ширину не более 10 аршин. При ней находился каменный дом, одна половина которого занята квартирой церковного сторожа, а другая предназначалась для церковно-приходской школы. В 1882 году церковь обнесена каменной оградой.
В XIX — начале XX века село входило в состав Троицкой волости Раненбургского уезда Рязанской губернии. В 1906 году в селе было 75 дворов.
С 1928 года деревня входила в состав Красно-Колычевского сельсовета Лев-Толстовского района Козловского округа Центрально-Чернозёмной области, с 1954 года — в составе Октябрьского сельсовета Липецкой области.

## Население
| 1859 | 1897 | 1906 | 2000 | 2010 |
| ---- | ---- | ---- | ---- | ---- |
| 388  | ↗493 | ↗586 | ↘6   | ↘3   |